# أولاد كناو
أولاد ڭناو هي قرية مغربية شمال المملكة. تنتمي أولاد ڭناو لإقليم بني ملال الساحلي. تضم هذه القرية 11.256 نسمة (إحصاء 2004).